# 点囊薹草
点囊薹草（学名：Carex rubro-brunnea）为莎草科薹草属的植物。分布于印度以及中国大陆的广东、西藏、云南等地，生长于海拔2,300米至3,900米的地区，一般生长在山坡草地和林下沟边湿处。

## 变种
大理薹草（学名：Carex rubro-brunnea var. taliensis）为莎草科薹草属点囊薹草的变种。分布于中国大陆的甘肃、云南、陕西、四川、安徽、浙江、江西、广东、湖北、广西等地，生长于海拔1,500米至2,800米的地区，一般生长在山谷沟边、石隙间或林下。